# Basilornis celebensis
Lo storno reale di Sulawesi o maina di Sulawesi (Basilornis celebensis Gray, 1861) è un uccello della famiglia Sturnidae, sottofamiglia Graculinae, tribù Graculini, genere Basilornis. Endemico dell'isola di Sulawesi (Indonesia), nota in epoca coloniale come Celebes, da questo nome gli deriva quello scientifico celebensis. Il suo habitat naturale sono le foreste tropicali o subtropicali.

## Descrizione
Lo storno reale di Sulawesi cresce fino a una lunghezza di 23-27 cm. È un uccello di medie dimensioni, nero lucido con una cresta permanentemente sollevata che è più larga nel maschio. I lati della gola e del petto hanno macchie bianche. L'occhio è circondato da un anello blu-nerastro di pelle nuda, il becco è verde pallido e le zampe sono giallastre. Gli uccelli giovani hanno un colore marrone cioccolato.
Questo storno emette una vasta serie di suoni, tra cui grugniti, fischi acuti, squittii, gorgheggi e imitazioni della voce umana. Per chiamare usa una sequenza discendente di fischi oppure una scala nasale discendente che suona come una sorta di miagolio e viene articolato con la testa spinta in avanti e le piume posteriori allungate all'insù.

## Distribuzione e habitat
Lo storno reale è endemico delle foreste umide dei distretti collinari dell'isola indonesiana di Sulawesi. Il suo habitat principale è costituito da frange forestali, radure, aree sparse di boschi e foreste secondarie, nonostante talvolta se ne trovino esemplari anche nelle foreste primarie. È presente pure sulle isole minori di Lembeh, Muna e Buton; si tratta di isole in genere pianeggianti e l'habitat è per lo più la savana erbosa con macchie di bosco sempreverde in cui questo uccello si trova principalmente.

## Biologia
Le specie solitamente si nutrono in alto, nel tetto della foresta. Di solito l'alimentazione si verifica a coppie o in piccoli gruppi familiari, ma a volte si possono vedere anche individui singoli. Gli esemplari immaturi possono aderire a stormi di maine cigliaflammee (Enodes erythrophris) e spesso si associano a gruppi di altri uccelli che si cibano di frutti.
Poco si sa sulle abitudini di riproduzione e allevamento di questo uccello. La sua dieta è stimata in circa il 44% di frutta e il 52% di invertebrati, il resto è composto da piccoli vertebrati. È una specie non migratrice, ma si presume che si muova all'interno della foresta in relazione alla maturazione dei frutti sulle diverse specie di alberi.

## Conservazione
Anche se la diffusione del Basilornis celebensis è limitata alle isole di Sulawesi e dintorni, questo uccello è considerato come un animale abbastanza comune. La sua popolazione totale non è stata quantificata né è nota la tendenza al popolamento, ma l'Unione Internazionale per la Conservazione della Natura non ha individuato minacce specifiche alla sua sopravvivenza e ha valutato il suo stato di conservazione come di "minima preoccupazione".